# Бленко
Бленко (енгл. Blencoe) град је у америчкој савезној држави Ајова. По попису становништва из 2010. у њему је живело 224 становника.

## Демографија
Према попису становништва из 2010. у граду је живело 224 становника, што је -7 (-3.0%) становника више него 2000. године.
| Група             | 2000.       | 2010.       |
| Белци             | 229 (99,1%) | 216 (96,4%) |
| Афроамериканци    | 0 (0,0%)    | 0 (0,0%)    |
| Азијати           | 0 (0,0%)    | 1 (0,4%)    |
| Хиспаноамериканци | 0 (0,0%)    | 1 (0,4%)    |
| Укупно            | 231         | 224         |